# Fucsing
Fucsing (egyszerűsített kínai írással: 福清, pinjin: Fúqīng) város Kínában, Fucsien tartományban. Lakosainak száma 1 390 487 fő (2020).

## Népesség
| 2018 | 1 316 000 |
| 2020 | 1 390 487 |